# Винслоу (Илиноис)
Винслоу (енгл. Winslow) град је у америчкој савезној држави Илиноис.

## Демографија
По попису из 2010. године број становника је 338, што је 7 (-2,0%) становника мање него 2000. године.
| Група             | 2000.       | 2010.       |
| Белци             | 330 (95,7%) | 323 (95,6%) |
| Афроамериканци    | 0 (0,0%)    | 0 (0,0%)    |
| Азијати           | 1 (0,3%)    | 1 (0,3%)    |
| Хиспаноамериканци | 8 (2,3%)    | 13 (3,8%)   |
| Укупно            | 345         | 338         |